# Notomithrax peronii
Notomithrax peronii är en kräftdjursart som först beskrevs av H. Milne Edwards 1834.  Notomithrax peronii ingår i släktet Notomithrax och familjen maskeringskrabbor. Inga underarter finns listade i Catalogue of Life.